# Система футбольных лиг Шотландии
Систе́ма футбо́льных лиг Шотла́ндии представляет собой серию вообще не связанных лиг для шотландских футбольных клубов. Шотландская система является более сложной, чем многие другие национальные системы лиг. Она состоит из нескольких совершенно отдельных систем лиг и клубов: профессиональных, полупрофессиональных, юниорских и любительских.
Профессиональный клуб «Бервик Рейнджерс», базирующийся в Англии, выступает в шотландской футбольной лиге. Несколько английских любительских клубов, базирующихся вдоль англо-шотландской границы, также в силу географической близости и удобства разъездов, входят в шотландскую систему.

## Система профессиональных футбольных лиг Шотландии
| Уровень | Лига                                         | Дивизион                | Спонсор                | Клубов |
| ------- | -------------------------------------------- | ----------------------- | ---------------------- | ------ |
| 1       | Шотландская профессиональная футбольная лига | Шотландский Премьершип  | Ladbrokes Premiership  | 12     |
| 2       | Шотландская профессиональная футбольная лига | Шотландский Чемпионшип  | Ladbrokes Championship | 10     |
| 3       | Шотландская профессиональная футбольная лига | Шотландская Первая лига | Ladbrokes League One   | 10     |
| 4       | Шотландская профессиональная футбольная лига | Шотландская Вторая лига | Ladbrokes League Two   | 10     |

### Система профессиональных футбольных лиг Шотландии в 1998—2013 годах
| Уровень | Лига                      | Дивизион                                    | Спонсор                                          | Клубов |
| ------- | ------------------------- | ------------------------------------------- | ------------------------------------------------ | ------ |
| 1       | Шотландская Премьер-лига  | Шотландская Премьер-лига                    | Clydesdale Bank Premier League                   | 12     |
| 2       | Футбольная лига Шотландии | Первый дивизион шотландской Футбольной лиги | Irn-Bru Scottish Football League First Division  | 10     |
| 3       | Футбольная лига Шотландии | Второй дивизион шотландской Футбольной лиги | Irn-Bru Scottish Football League Second Division | 10     |
| 4       | Футбольная лига Шотландии | Третий дивизион шотландской Футбольной лиги | Irn-Bru Scottish Football League Third Division  | 10     |

С 1998 по 2013 год в системе футбольных лиг Шотландии существовали две национальные лиги: шотландская Премьер-лига и шотландская футбольная лига, в которую входило три дивизиона. В общей сложности эти две профессиональные лиги включали в себя ровно 42 футбольных клуба и их число не менялось. Также отсутствовала возможность обмена командами с любительскими лигами.

## Система полупрофессиональных футбольных лиг Шотландии
| Уровень | Лига Хайленд                                       | Лига Восточной Шотландии                    | Лига Южной Шотландии                        |
| ------- | -------------------------------------------------- | ------------------------------------------- | ------------------------------------------- |
| 1       | Press & Journal Highland Футбольная лига 18 команд | East of Scotland Премьер дивизион 12 команд | South of Scotland Футбольная Лига 13 команд |
| 2       |                                                    | East of Scotland Первый дивизион 13 команд  |                                             |

В Шотландии есть также несколько региональных лиг: лига Хайленд (англ. Highland league), лига Восточной Шотландии (англ. East of Scotland league) и лига Южной Шотландии (англ. South of Scotland league). Эти лиги существуют отдельно от профессиональных лиг и не имеют продвижения в высший по силе дивизион. Лучшие клубы, представляющие эти лиги вправе участвовать в Кубке Шотландии по футболу на следующий сезон.

## Система младших футбольных лиг Шотландии
| Уровень | Западная конференция                 | Западная конференция                       | Восточная конференция       | Восточная конференция          | Восточная конференция    | Северная конференция      |
| ------- | ------------------------------------ | ------------------------------------------ | --------------------------- | ------------------------------ | ------------------------ | ------------------------- |
| 1       | Суперлига Премьер дивизион 12 команд | Суперлига Премьер дивизион 12 команд       | Суперлига 12 команд         | Суперлига 12 команд            | Суперлига 12 команд      | Премьер-лига 14 команд    |
| 2       | Суперлига Первый дивизион 14 команд  | Суперлига Первый дивизион 14 команд        | Премьер-лига 12 команд      | Премьер-лига 12 команд         | Премьер-лига 12 команд   | Первый дивизион 14 команд |
| 3       | Эйршир Районная лига 12 команд       | Центральная лига Первый дивизион 11 команд | Северный дивизион 11 команд | Центральный дивизион 13 команд | Южный дивизион 15 команд | Второй дивизион 9 команд  |
| 4       |                                      | Центральная лига Второй дивизион 11 команд |                             |                                |                          |                           |

Младшая Шотландская Футбольная Ассоциация контролирует лиги, который включает около 160 клубов. Система лиг делится на три области: Западная Конференция с 60 клубами, Восточная Конференция с 63 клубами и Северная Конференция с 37 клубами. Эти клубы существуют совершенно отдельно от Шотландской футбольной ассоциации (кроме ФК Гирван, который по историческим причинам является членом обеих ШФА и ШЮФА) и участвуют в своих собственных региональных кубках. Термин «Младший» относится не к возрасту игроков, а к уровню футбола. Победители трех лиг могут принимать участие в следующем сезоне в Кубке Шотландии.

## Любительские футбольные лиги Шотландии
Любительские лиги существуют отдельно от лиг, стоящих выше по уровню. В этих лигах зарегистрировано более 1000 клубов, около 35000 игроков и 67 лиг. Опять же, в силу исторических причин три клуба шотландской любительской футбольной ассоциации: «Бернтайленд Шипьярд», «Голспи Сюзерленд» и «Глазго Юниверсити» являются членами Шотландской футбольной ассоциации и им разрешено участвовать в Кубке Шотландии.

## Благотворительные футбольные лиги Шотландии
Эта лига находится на одном уровне с шотландской футбольной ассоциацией любительской, которая имеет очень низкий уровень на национальном уровне. SWFA была создана после Первой мировой войны и контролирует около 500 клубов, базирующихся преимущественно на севере Шотландии.